# علام السقا
علام عمر عبدالقادر السقا (وُلد في 1 سبتمبر 1972) هو ضابط فلسطيني برتبة لواء، شغل منصب مدير عام الشرطة الفلسطينية منذ 1 سبتمبر 2024.

## حياته
عمل السقا بالحرس الرئاسي الفلسطيني ورافق الرئيس محمود عباس لسنوات طويلة.
في 1 سبتمبر 2024، عُين مديرًا عامًا للشرطة الفلسطينية، وتمت ترقيته إلى رتبة لواء.
في 29 سبتمبر 2024، عُين عضوًا في مجلس أمناء جامعة الاستقلال.